# Lissochlora vividata
Lissochlora vividata är en fjärilsart som beskrevs av Louis Beethoven Prout 1932. Lissochlora vividata ingår i släktet Lissochlora och familjen mätare. Inga underarter finns listade i Catalogue of Life.